# Табб, Микаэла
Микаэ́ла Табб (англ. Michaela Tabb, род. 11 декабря 1967 года в городе Бат, Великобритания) — шотландский профессиональный рефери по пулу и снукеру. Ранее играла в «восьмёрку» (разновидность пула), входила в шотландскую женскую сборную по пулу с 1992 по 2003, выигрывала британские и европейские чемпионаты. Являлась соучредителем турнира Мировая серия снукера.

## Карьера игрока в пул
Табб начала играть в 1991 году и уже в следующем году была принята в шотландскую национальную сборную по пулу. В 1997 и 1998 годах команда взяла 2 «Больших Шлема», последовательно выигрывая Кубок наций, чемпионат Европы и чемпионат мира для женщин в обоих сезонах. Табб была капитаном команды до 2003 года. Её сестра, Джульетт Табб, также играла в Шотландской сборной с 1996 по 2008 год.
В одиночном разряде Табб выиграла в 1997 году чемпионат Великобритании по пулу. В следующем году она выиграла чемпионат Европы по пулу среди женщин, проходивший в Гибралтаре.

## Карьера судьи пула
Табб стала привлекаться к судейству в 1990-х годах, когда она и её муж, профессиональный игрок в пул Росс Макиннес, начали проводить собственные турниры в «восьмерку» и «девятку» (разновидности игры в пул). Впоследствии муж всячески поощрял её желание стать профессиональным рефери.
Её профессиональный дебют состоялся на турнире St. Andrew’s Cup в «девятку» в сентябре 1997 года. Телевизионный дебют состоялся в следующем году, когда турнир St. Andrew’s Cup-1998 стал освещаться телекомпанией SKY-TV. Микаэла Табб заслужила уважение игроков и зрителей.

## Карьера судьи снукера
в 2001 году Джим Маккензи, тогдашний руководитель World Snooker Association, призвал Микаэлу в снукер, открыто признавая тот факт, что хочет добавить гламура в достаточно скромный образ спортивного рефери. Он обошел правило пятилетнего обучения, предоставив Табб укороченный курс, что вызвало определенное недовольство ответственных лиц и других рефери. Она была квалифицирована на третий класс, и её дебют в обслуживании рейтингового турнира состоялся на Welsh Open, 23 января 2002 года, в матче Кен Доэрти — Джеймс Уоттана. 19 апреля 2003 года состоялся её дебют в Крусибле на чемпионате мира по снукеру 2003 года, когда в первом круге она судила матч между Марком Кингом и Дрю Хенри.
В июле 2003 года World Snooker Association прервал контракт с Табб, якобы на основании недостаточности финансирования и, в связи с этим, сокращением судейского корпуса, однако уже в сентябре с ней заключили новый контракт. 18 февраля в Ньюпорте на Welsh Open-2007 Табб стала первой женщиной-рефери, обслуживавшей финал рейтингового турнира, в котором встречались Нил Робертсон и Эндрю Хиггинсон (счёт 9:8). 20 января 2008 года она судила финал Мастерс на Уэмбли в Лондоне: Марк Селби — Стивен Ли (счёт 10:3). 
5 апреля 2009 года она судила финал China Open, где Питер Эбдон обыграл Джона Хиггинса со счётом 10:8. 4 и 5 мая 2009 она судила финальный матч чемпионата мира по снукеру 2009 между Джоном Хиггинсом и Шоном Мёрфи, где верх взял Хиггинс — 18:9 — и завоевал свой третий чемпионский титул.
В 2008-2009 годах вместе с Джоном Хиггинсом и его менеджером Патриком Муни являлась соучредителем турнира Мировая серия снукера.
19 марта 2015 года было объявлено, что Микаэла Табб завершила карьеру судьи снукера. Руководство Международной федерации снукера (WPBSA) поблагодарило её за работу и развитие снукера и пожелало ей успехов в будущей судейской деятельности. Причины ухода из снукера не указываются, но Микаэла в сентябре подала иск в Трибунал по трудоустройству в Бристоле против World Snooker Limited, считая своё увольнение несправедливым и нарушающим контракт. Стороны достигли конфиденциальной договоренности в отношении иска.

## Личная жизнь
Микаэла училась в Университете Глазго, где изучала химию, биологию и социологию, однако не закончила его, потому что перед тем, как ей предстояло получить статус профессионального рефери, она была вынуждена работать, что отнимало много времени.
Проживает в Данфермлине, Шотландия, вместе с мужем, Россом Макиннесом, и двумя сыновьями — Морганом (1997) и Престоном (2007).